# Фернандес, Лиза
Лиза Фернандес (англ. Lisa Fernandez); (род. 22 февраля 1971) ― игрок в софтбол, подающая (ведущая рука ― правая) кубинско-пуэрто-риканского происхождения. Установила олимпийский рекорд по игре в софтбол с 21 аутом в игре, выступая за женскую сборную США.

## Ранние годы
Лиза Фернандес родилась в Лонг-Бич, штат Калифорния. Её отец был кубинским иммигрантом и игроком в бейсбол. В Нью-Йорке он повстречал девушку из Пуэрто-Рико, которой было суждено стать матерью Лизы, и женился на ней. Мать Лизы часто играла со своим братом (и дядей Лизы) в стикбол: уличную игру, похожую на бейсбол, в которую играют с метлой и резиновым мячом. Фернандес начала играть в софтбол в возрасте восьми лет. Когда ей было двенадцать, она принимала участие в соревнованиях местной детской лиги. Она старалась стать хорошим питчером, однако тренер сказал ей, что она никогда им не станет, поскольку она не обладает достаточно подходящим ростом и телосложением. В 1986 году Фернандес вместе со своей семьёй переехала в Лейквуд, Калифорния, где начала учёбу в средней школе святого Иосифа. Она присоединилась к школьной женской команде по игре в софтбол, которая затем одержала победу в чемпионате California Interscholastic Federation.

## Начало спортивной карьеры
После окончания средней школы, она поступила на учёбу Калифорнийский университет, где также играла в софтбол и затем получила степень бакалавра в области психологии. Фернандес играла в Лос-Анджелесе с 1990 по 1993 год. Она была трёхкратным лауреатом премии Хонда (Honda Award). В 1993 году Фернандес стала первым игроком в софтбол, которая была удостоена Кубка Хонды-Бродерика, который вручается выдающимся спортсменам-студентам во всех видах спорта. Четыре раза принимала участие в национальном чемпионате, из них два раза привела сборную Калифорнийского университета к первенству (в 1990 и 1992 годах), и ещё два раза её команда занимала второе место (в 1991 и 1993 годах).

## Олимпийской женская сборная США по софтболу
В 1990 году Фернандес выиграла золотую медаль на чемпионате Международной федерации софтбола. Среди её спортивных достижений можно отметить следующие:
- 1991: золотая медаль на Панамериканских играх;
- 1994: золотая медаль на чемпионате Международной федерации софтбола;
- 1991 и 1992: Награда «спортсменка года» от организации Womens' sports foundation;[4]
- Четырехкратная победительница национального чемпионата NFCA;
- 1993: кубок Хонда-Бродерика;
- 1991-93: трёхкратный лауреат премии Хонда, предоставляемой лучшему американскому игроку в софтбол;
- 1996: золотая медаль на Олимпийских играх в Филадельфии;
- 1999: золотая медаль на Панамериканских играх;
- 1999: Кубок Канады;
- 2000: золотая медаль на Олимпийских играх в Сиднее. Установила рекорд в 21 аут среди женских команд;
- 2002: золотая медаль на чемпионате Международной федерации софтбола;
- 2003: золотая медаль на Панамериканских играх;
- 2004: золотая медаль на Олимпийских играх 2004 года в Афинах.

## Признание
24 апреля 2001 года городской Совет Лейквуда отметил достижения Фернандес, признав её в качестве одного из самых выдающихся спортсменов, которые когда-либо играли на площадках Лейквуда. В честь неё было названо поле для игры в мяч в Мейфэрском парке.

## Поздние годы
Фернандес в настоящее время является помощником тренера в женской команде по софтболу Калифорнийского университета. Она вышла замуж за Майкла Лухана в 2002 году и родила сына Антонио в 2005 году. Фернандес и её семья проживают в Лонг-Бич, Калифорния.